# Salton Sea Beach

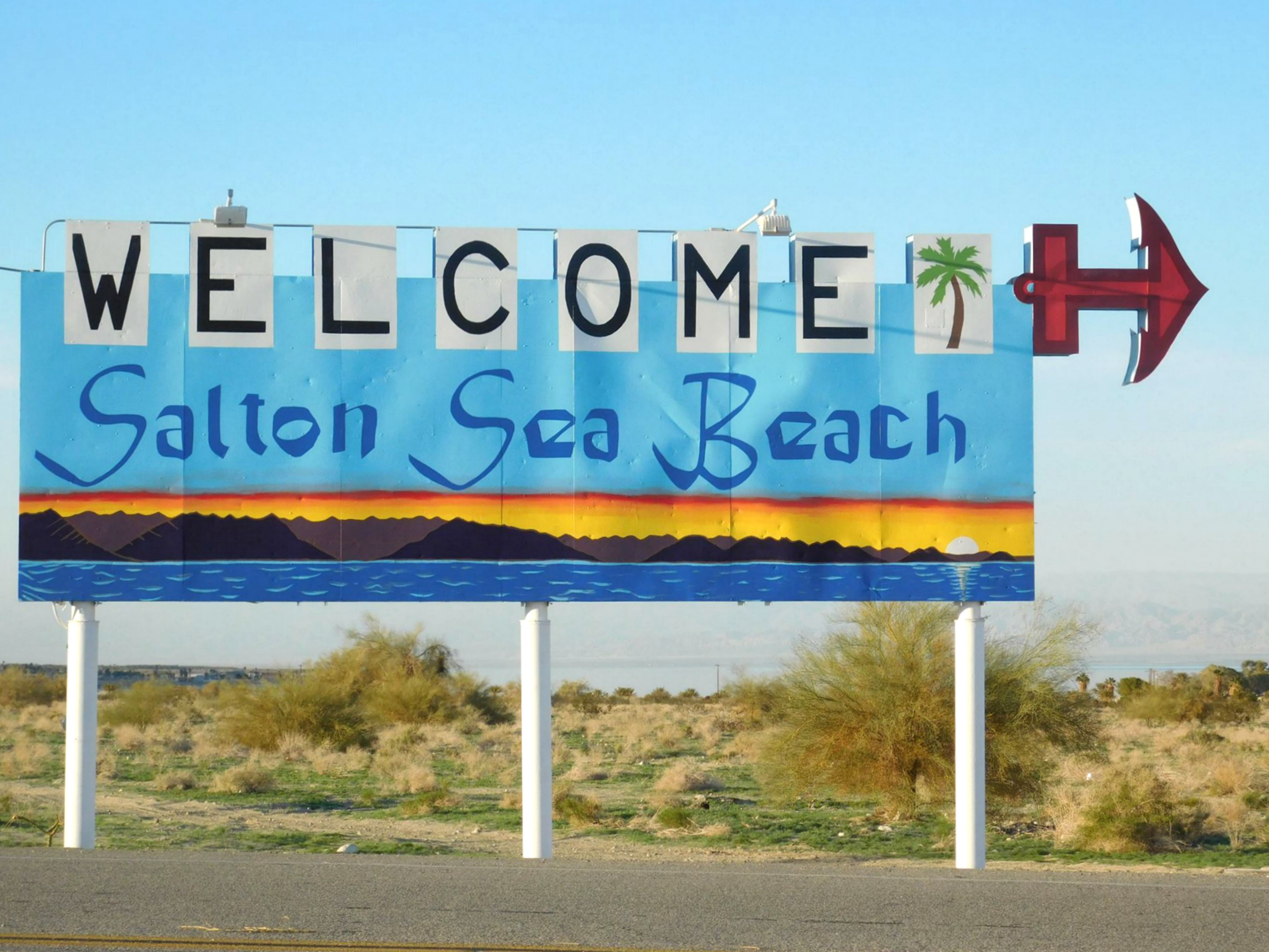

Salton Sea Beach – jednostka osadnicza w Stanach Zjednoczonych, w stanie Kalifornia, w hrabstwie Imperial, nad jeziorem Salton Sea, nad jeziorem Salton Sea.